# Shafiqa Ziaie
Shafiqa Ziaie, född i Kabul 1928, var en afghansk politiker.
Hon var inspektör för flickskolor och studerade franska och administration i Schweiz 1960-61. 
Hon var minister utan portfölj 1971–1973, rådgivare i planeringsministeriet 1972 och kvinnominister 1976. Hon tillhörde de första fem kvinnliga ministrarna i sitt land.